# Wybory parlamentarne w Rumunii w 1990 roku
Wybory parlamentarne w Rumunii w 1990 roku zostały przeprowadzone 20 maja 1990. W ich wyniku zostało wybranych 396 posłów do Izby Deputowanych oraz 119 członków Senatu. Frekwencja wyniosła 86,2%. Były to pierwsze wybory po przemianach ustrojowych, odwołaniu i egzekucji komunistycznego dyktatora Nicolae Ceaușescu i delegalizacji Rumuńskiej Partii Komunistycznej. Były to również pierwsze wolne i wielopartyjne wybory od 1937.
W wyborach zwycięstwo odniósł tworzony w dużej mierze przez postkomunistów Front Ocalenia Narodowego. Równolegle z wyborami parlamentarnymi odbyły się wybory prezydenckie, w wyniku których prezydentem został jeden z przywódców FSN Ion Iliescu.

## Izba Deputowanych
| Lista wyborcza                                        | Głosy     | %    | Mandaty |
| ----------------------------------------------------- | --------- | ---- | ------- |
| Front Ocalenia Narodowego                             | 9 089 659 | 66,3 | 263     |
| Demokratyczny Związek Węgrów w Rumunii                | 991 601   | 7,2  | 29      |
| Partia Narodowo-Liberalna                             | 879 290   | 6,4  | 29      |
| Rumuński Ruch Ekologiczny                             | 358 864   | 2,6  | 12      |
| Partia Narodowo-Chłopska-Chrześcijańsko-Demokratyczna | 351 357   | 2,6  | 12      |
| AUR (w tym Rumuńska Partia Jedności Narodowej)        | 290 875   | 2,1  | 9       |
| Demokratyczna Partia Agrarna Rumunii                  | 250 403   | 1,8  | 9       |
| Ekologiczna Partia Rumunii                            | 232 212   | 1,7  | 8       |
| Rumuńska Partia Demokracji Socjalistycznej            | 143 393   | 1,0  | 5       |
| Rumuńska Partia Socjaldemokratyczna                   | 73 014    | 0,5  | 2       |
| Demokratyczna Grupa Centrum                           | 65 914    | 0,5  | 2       |
| Pozostałe ugrupowania                                 |           |      | 5       |
| Ugrupowania mniejszości narodowych                    |           |      | 11      |
| Razem                                                 |           |      | 396     |

## Senat
| Lista wyborcza                                        | Głosy     | %    | Mandaty |
| ----------------------------------------------------- | --------- | ---- | ------- |
| Front Ocalenia Narodowego                             | 9 353 006 | 67,0 | 91      |
| Demokratyczny Związek Węgrów w Rumunii                | 1 004 353 | 7,2  | 12      |
| Partia Narodowo-Liberalna                             | 985 094   | 7,1  | 10      |
| Rumuński Ruch Ekologiczny                             | 348 637   | 2,5  | 1       |
| Partia Narodowo-Chłopska-Chrześcijańsko-Demokratyczna | 341 478   | 2,4  | 1       |
| AUR (w tym Rumuńska Partia Jedności Narodowej)        | 300 473   | 2,1  | 2       |
| Rumuńska Demokratyczna Partia Agrarna                 | 221 790   | 1,6  | 0       |
| Ekologiczna Partia Rumunii                            | 192 574   | 1,4  | 1       |
| Antonie Iorgovan (niezależny)                         | 35 754    | 0,3  | 1       |
| Razem                                                 |           |      | 119     |